# Західна Сумбава
Західна Сумба́ва (індонез. Sumbawa Barat) — один з 8 округів у складі провінції Західна Південно-Східна Нуса у складі Індонезії. Розташована у західній частині острова Сумбава. Адміністративний центр — селище Телага-Бертонг у районі Таліванг.
Населення — 118608 осіб (2012; 116112 в 2011, 114951 в 2010, 101089 в 2009, 99056 в 2008).

## Адміністративний поділ
До складу округу входять 8 районів, 9 селищ та 54 села:
| Райони     | Населення, осіб (2010) | Населення, осіб (2012) | Центр            | Селища | Села |
| ---------- | ---------------------- | ---------------------- | ---------------- | ------ | ---- |
| Бранг-Ене  | 5088                   | 5263                   | Мура             | 0      | 6    |
| Бранг-Реа  | 12498                  | 12918                  | Сапугара-Бреє    | 0      | 9    |
| Джеревех   | 8370                   | 8644                   | Бело             | 0      | 4    |
| Малук      | 11929                  | 12252                  | Малук            | 4      | 1    |
| Пото-Тано  | 9327                   | 9634                   | Пото-Тано        | 0      | 8    |
| Секонгканг | 8179                   | 8431                   | Секонгканг-Бавах | 0      | 7    |
| Сетелук    | 15424                  | 15941                  | Сетелук-Тенгах   | 0      | 10   |
| Таліванг   | 44136                  | 45525                  | Телага-Бертонг   | 5      | 9    |

## Найбільші населені пункти
| Населений пункт | Населення, осіб (2010) |
| --------------- | ---------------------- |
| Далам           | 6 586                  |
| Менала          | 6 066                  |
| Куанг           | 5 837                  |
| Телага-Бертонг  | 4 334                  |
| Сетулук-Тенгах  | 3 915                  |
| Беру            | 3 236                  |
| Малук           | 2 838                  |
| Бату-Путіх      | 2 826                  |
| Лабуан-Лалар    | 2 766                  |
| Сапугара-Бреє   | 2 719                  |